# Edward Frederick Lindley Wood
Edward Wood, 1. hrabě z Halifaxu (Edward Frederick Lindley Wood, 1st Earl of Halifax, 3rd Viscount Halifax, 1st Baron Irwin) (16. dubna 1881, Powderham Castle, Anglie – 23. prosince 1959, Garrowby Hall, Anglie), byl britský konzervativní státník. Od mládí byl poslancem Dolní sněmovny, později zastával několik vládních úřadů, v letech 1926–1931 byl místokrálem v Indii. Jako baron Irwin byl od roku 1925 členem Sněmovny lordů, později ve funkci ministra zahraničí (1938–1940) patřil ke stoupencům politiky appeasementu, za druhé světové války byl britským velvyslancem v USA, v roce 1944 získal titul hraběte z Halifaxu.

## Politická kariéra
Pocházel ze šlechtické rodiny připomínané od 16. století v hrabství Yorkshire. Byl vnukem liberálního státníka 1. vikomta Halifaxe a nejmladším synem 2. vikomta Halifaxe, měl tři starší bratry, kteří zemřeli v dětství. Po matce pocházel ze starobylého rodu hrabat z Devonu a narodil se na jejich rodovém sídle Powderham Castle. Vystudoval v Oxfordu a v letech 1910–1925 byl členem Dolní sněmovny, mezitím se aktivně zúčastnil první světové války a dosáhl hodnosti majora. Ve funkci státního podsekretáře kolonií (1921–1922) byl podřízeným W. Churchilla. Poté byl členem vlády jako ministr školství (1922–1924) a zemědělství (1924–1925), od roku 1922 byl zároveň členem Tajné rady.
V roce 1925 získal titul barona Irwina a vstoupil do Sněmovny lordů, na osobní přání krále Jiřího V. pak přijal funkci generálního guvernéra a místokrále v Indii (1926–1931). Zde se snažil upravit postavení Indie v rámci Commonwealthu a své působení ukončil v roce 1931 podpisem smlouvy s M. Gándhím upravující kompetence mezi britskou vládou a Indickým národním kongresem. Po návratu do Anglie se znovu stal členem vlády a v MacDonaldově kabinetu byl opět ministrem školství (1932–1935). V roce 1934 po otci zdědil titul vikomta a v roce 1935 byl krátce ministrem války. Téhož roku byl povolán do čela Sněmovny lordů a ve vládě přijal méně významný post lorda strážce tajné pečeti (1935–1937). V letech 1938–1940 byl ministrem zahraničí a v této funkci prosazoval sbližování s Německem za předpokladu německé expanze do východní Evropy. Po Chamberlainově demisi na jaře 1940 byl vážným kandidátem na funkci premiéra, kterou ale odmítl a sám doporučil W. Churchilla. Do prosince 1940 zůstal ministrem zahraničí a členem užšího válečného kabinetu. V letech 1941–1946 byl velvyslancem v USA, kde získal značnou popularitu. V roce 1944 byl povýšen na hraběte z Halifaxu.
Po návratu z Indie obdržel Podvazkový řád (1931), byl též rytířem Řádu Indické říše a Řádu sv. Michala a sv. Jiří. V letech 1943–1959 byl kancléřem Podvazkového řádu. Po ukončení diplomatické mise v USA (1946) rezignoval na aktivní účast v politice, ale nadále zastával řadu funkcí. Byl předsedou BBC (1947–1952) a kancléřem univerzity v Sheffieldu (1947–1959). Na britských a zahraničních univerzitách získal dvanáct čestných doktorátů.

## Rodina a majetek

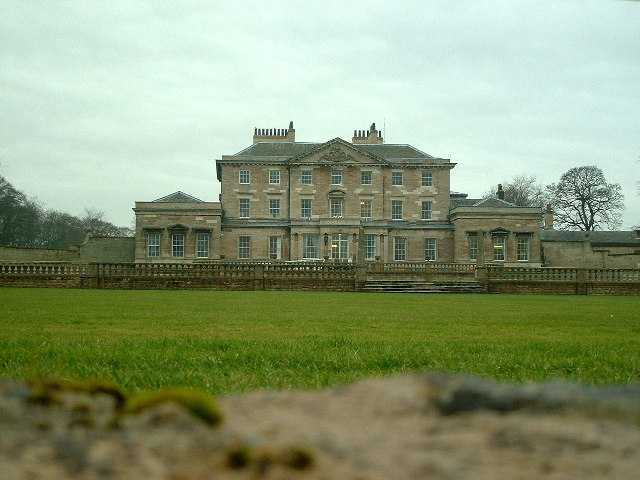
Zámek Hickleton Hall Yorkshire, hlavní sídlo rodiny Woodů od 18. století

Jeho manželkou byla od roku 1909 Dorothy Onslow (1885–1976), dcera 4. hraběte Onslowa. Jejich prostřední syn Peter Courtenay Wood (1916–1942) padl za druhé světové války, dědicem titulů byl nejstarší syn Charles Wood, 2. hrabě z Halifaxu (1912–1980). Nejmladší syn Richard Wood, 1. baron Holderness (1920–2002), byl konzervativním politikem a ministrem v několika vládách.
Po strýci Frederickovi zdědil v roce 1910 panství se zámkem Temple Newsam House (Yorkshire), které v roce 1922 prodal státu. Po otci spolu s titulem vikomta převzal v roce 1934 hlavní rodové sídlo Hickleton Hall (Yorkshire), které bylo po druhé světové válce uvolněno pro potřeby dívčí školy. Rodovým majetkem zůstal zámek Garrowby Hall (Yorkshire), které s více než 5 000 hektary půdy zůstává ekonomickým zázemím rodiny 3. hraběte z Halifaxu.